# Labradoryt

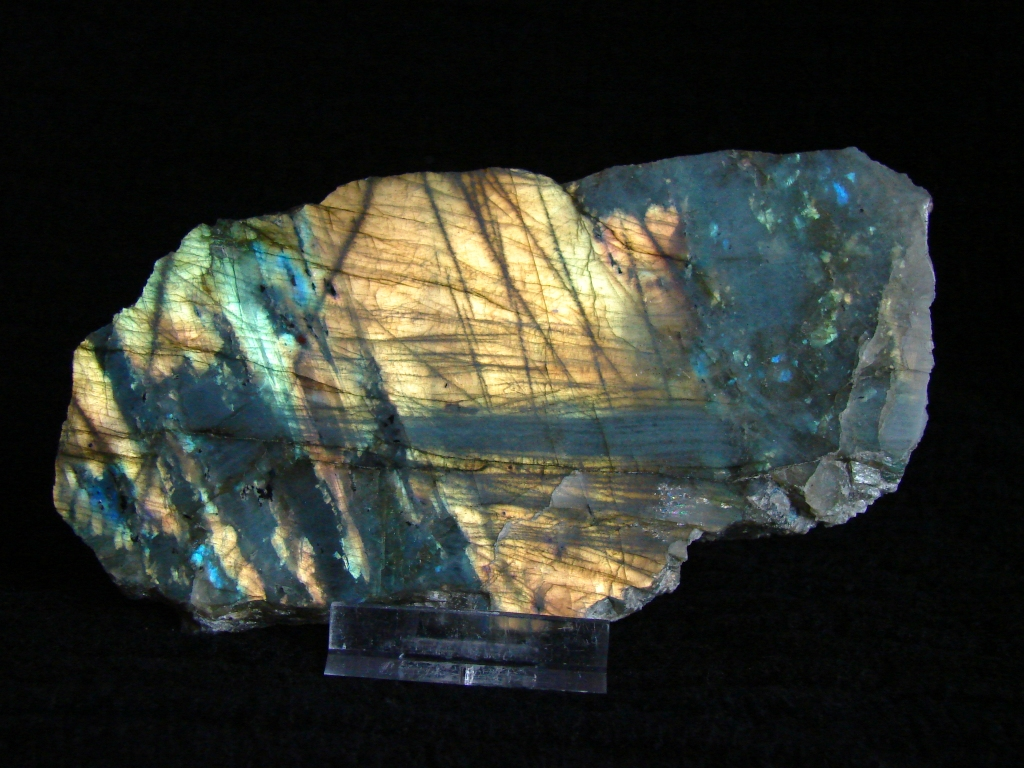
Labradoryt używany jako kamień okładzinowy w budownictwie

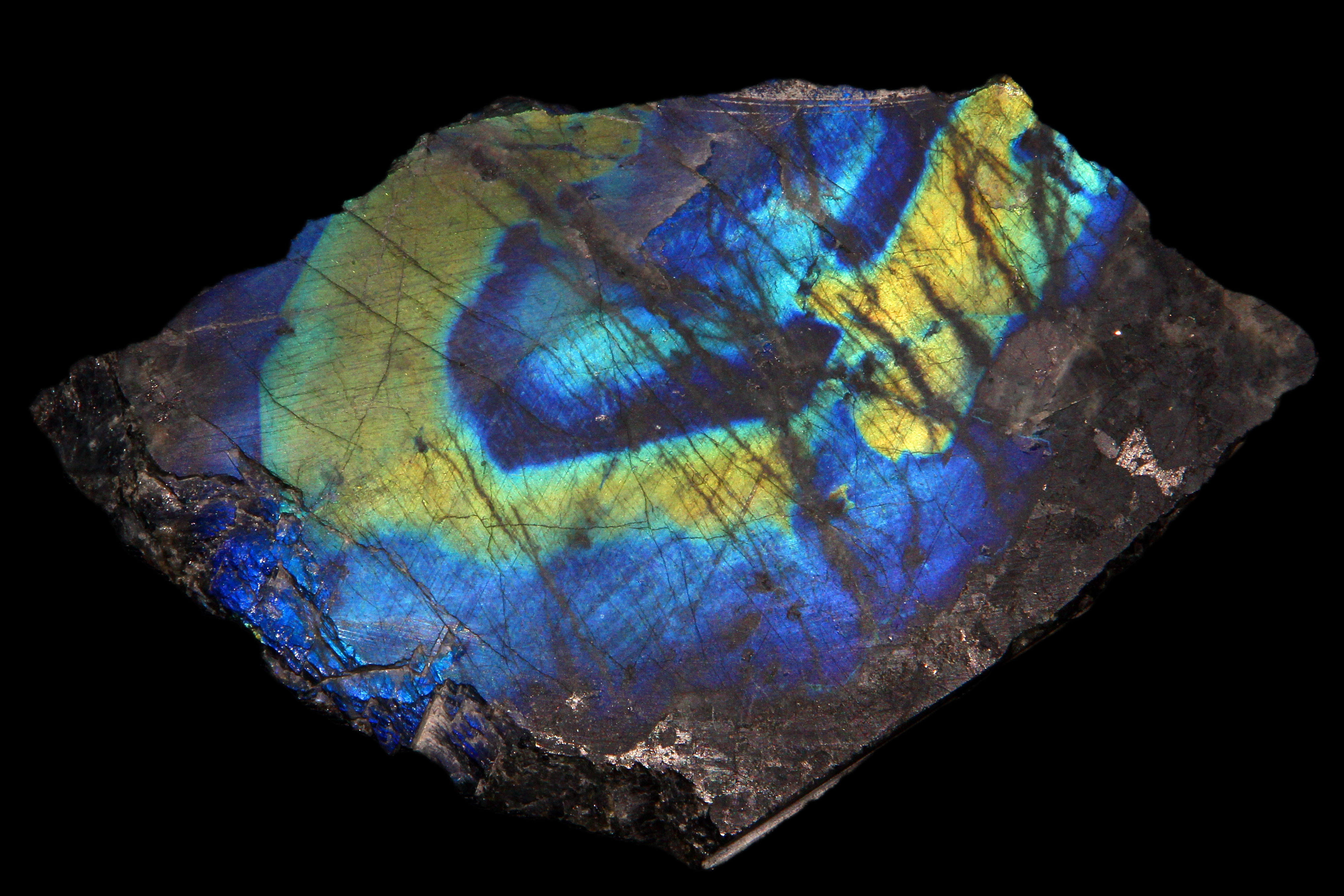
Labradoryt z widocznym zjawiskiem iryzacji

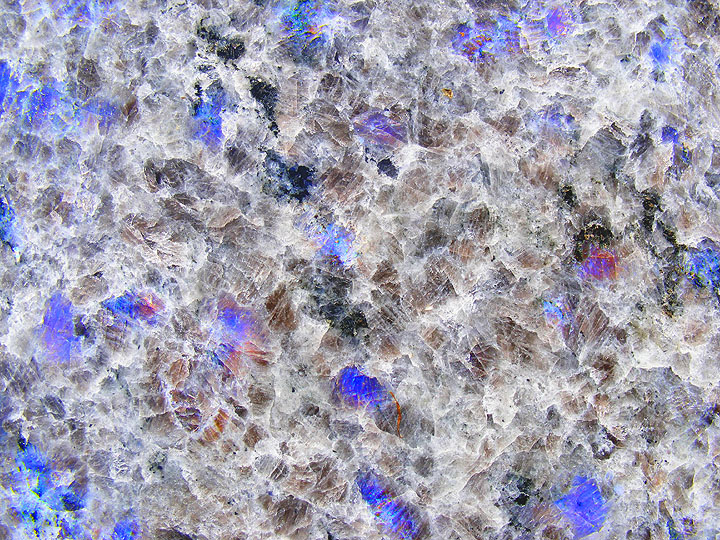
Labradoryt z widocznymi licznymi kryształami labradoru

Labradoryt – skała, odmiana anortozytu, cechująca się dominacją minerału labradoru. Spotykana jest też definicja, iż labradoryt jest odmianą anortozytu cechującą się labradoryzacją.
Złoża tej skały występują w Finlandii i na kanadyjskim półwyspie Labrador. 
Labradoryt ze względu na walory dekoracyjne używany jest w postaci płyt okładzinowych w budownictwie. Ponadto wytwarza się z niego materiały ogniotrwałe.